# Samorra
|  | Aquest article tracta sobre l'entremès popular. Si cerqueu el líquid, vegeu «Salmorra». |

Les hortalisses en salmorra, samorra, o aigua-sal a la comarca de les Valls d'Alcoi, són els noms per a un entremès popular basat en aliments desats en salmorra o aigua salada, que s'utilitza per mantenir-los frescs. Habitualment, doncs, es refereix a olives, carlota, tomata, alls, pebrera, floricol, cogombre, etc., un aliment típic de zones d'Horta, que s'exportava, per la seua natura, a zones fredes o de secà. Aquest formava, i encara forma, part de l'àpat tradicional del llaurador valencià, la picadeta, en conjunció amb altres menjars com nous o fruits secs. Abans era comú comprar-les de les adrogueries o a botigues de salaons; avui en dia, és típic de trobar la samorra als bars de poble, encara que no gaudeix de l'estatut de menjar d'alt nivell i per això no se sol servir als restaurants. Antigament, les pebreres en salmorra, amb pa oli i sal, trossejades i parades com a companatge, constituïen un dels entrepans tradicionals dels obrers, un aliment sa, saborós i sobretot econòmic.
A la salmorra amb què es tracta aquestes hortalisses és comú afegir vinagre i herbes aromàtiques -pebrella, sajolida, romaní o timó, o totes ensems-, i a determinades zones podem trobar barreges de salmorra amb llimó.